# Злокачественная гипертермия
Злокачественная гипертермия (ЗГ, злокачественная гиперпирексия) — редкое жизнеугрожающее фармакогенетическое заболевание. Криз ЗГ возникает во время или после общей анестезии при воздействии определенных препаратов, называемых препаратами-триггерами. К ним относят все галогенсодержащие ингаляционные анестетики и деполяризующий миорелаксант сукцинилхолин. У предрасположенных к ЗГ лиц эти препараты могут вызвать резкое и неконтролируемое повышение окислительного метаболизма для обеспечения непрекращающегося сокращения скелетных мышц, что повышает потребность организма в кислороде, образование углекислого газа и температуру тела. В дальнейшем грубые метаболические и электролитные нарушения быстро приводят к рабдомиолизу, полиорганной недостаточности и смерти при отсутствии лечения.

## Эпидемиология
По данным различных источников, заболеваемость ЗГ составляет 1:10000-1:220000 общих анестезий у взрослых и 1:3000–15000 анестезий у детей. Частота встречаемости мутаций, ответственных за ЗГ, может достигать 1:3000.

## Этиология
Злокачественная гипертермия наследуется аутосомно-доминантно. Чаще всего причиной является дефект гена, кодирующего рианодиновый рецептор 1 типа (RyR1 - (кальциевый канал саркоплазматического ретикулума) и расположенного на длинном плече 19-й хромосомы (19q13.1). Более 25 мутаций этого гена связаны с ЗГ. Однако существуют и другие мутации, ответственные за предрасположенность к ЗГ.
Провоцируют развитие криза ЗГ галогенсодержащие ингаляционные анестетики (например, галотан, десфлуран, изофлуран, севофлуран) и деполяризующий  миорелаксант сукцинилхолин.

## Патогенез
Препараты-триггеры переводят кальциевый канал саркоплазматического ретикулума в стабильно открытое состояние, что приводит к непрекращающемуся выбросу кальция, вызывая стойкое генерализованное мышечное сокращение. В результате в мышцах возникает истощение запасов энергии, заключенной в АТФ, увеличивается потребление кислорода, повышается образование углекислого газа и тепла. Истощение аэробного пути получения энергии запускает анаэробный метаболизм, что приводит к накоплению лактата и ацидозу. В итоге мышечные волокна гибнут, высвобождая в кровь калий, миоглобин и креатинфосфокиназу. Гиперкалиемия может привести к нарушениям ритма сердца, миоглобинурия — к повреждению почек.

## Клиническая картина
Первые симптомы ЗГ проявляются как во время анестезии, так и после нее. К ранним признакам заболевания относятся быстрый рост уровня СО2 в выдыхаемом воздухе или тахипноэ, тахикардия, гипертермия, цианоз и генерализованная мышечная ригидность.

## Диагностика
Галотан-кофеиновый контрактурный тест — золотой стандарт диагностики ЗГ. В настоящее время в России он недоступен.

## Лечение
Дантролен — единственный специфический препарат, способный остановить криз ЗГ. Блокируя непосредственно рианодиновые рецепторы 1 типа, он оказывает миорелаксирующее действие. В России дантролен зарегистрирован с 2022 года.

## Прогноз
Применение дантролена позволило снизить летальность при ЗГ с 80% до менее чем 5%.